# Zoran Lopandić
Zoran Lopandić (serbisch-kyrillisch Зоран Лопандић; * 1959 in Dvorovi, FVR Jugoslawien; † 5. Januar 2017 in Bijeljina, Bosnien und Herzegowina) war der bosnisch-serbische Kommandant des 2. Bataillons der paramilitärischen Freischar 1. Semberska Laka Pješadijska Brigada im Bosnienkrieg.
Lopandić wurde 1959 im Dorf Dvorovi nördlich der jugoslawischen Stadt Bijeljina geboren. Dort verbrachte er seine Kindheit und besuchte auch die Grund- und Hochschule. Danach besuchte er in Zadar die Offiziersakadamie der Jugoslawischen Volksarmee und beendete sie im Rang eines Offiziers der Reserve. Er arbeitete danach in mehreren Firmen und wurde wiederholt als bester Mitarbeiter ausgezeichnet.
Am 12. April 1992 wurde er im Rang eines Hauptmanns (Kapetan) zum Kommandanten des 2. Bataillons der am gleichen Tag gegründeten paramilitärischen Freischar 1. Semberska Laka Pješadijska Brigada berufen. Er führte sie durch den kompletten Bosnienkrieg. Er zeichnete sich insbesondere durch seine militärischen Erfolge im Gebiet Semberija und Majevica aus. 1992 diente in der 1. Semberska Laka Pješadijska Brigada zudem der Sänger und Liedermacher Roki Vulovic, der der Einheit sein Album Semberski junaci widmete. Auf diesem enthalten war zudem eine persönliche Huldigung für Lopandić in Form des Stückes Zorane, Zorane. Auch im Lied Junaci iz 1. semberske brigade vom gleichen Album wird er gemeinsam mit Jovan Mićić erwähnt. Während des Krieges wurde er zum Major befördert.
Zoran Lopandić verstarb am 5. Januar 2017 nach langer, schwerer Krankheit in Bjieljina. Er wurde einen Tag später am 6. Januar gleichen Jahres in seinem Heimatdorf Dvorovi bestattet.